# Pio Palijan
Pio (Ivan) Palijan (Gorenci, Gorski Kotar, 1918. – Tkon, Pašman, 20. ožujka 2001.) bio je hrvatski benediktinski oblat, suobnovitelj benediktinskog samostana sv. Kuzme i Damjana na brdu Ćokovac pored mjesta Tkon na otoku Pašmanu.

## Životopis
Pio Palijan, krsnoga imena Ivan, rođen  je 1918. godine u mjestu Gorenci, pored Lukovdola u Gorskom Kotaru.
Godine 1949. pridružio se benediktincima u Opatiji kao brat oblat. Godine 1956., zajedno s o. Benediktom Celeginom (1927. – 1979.) i o. Martinom Kiriginom (1908. – 2001.) seli u Tkon na otoku Pašmanu. Tamo su započeli s konzervatorsko-restauratorskim radovima na ruševnom i zapuštenom benediktinskom samostanu sv. Kuzme i Damjana na brdu Ćokovac pored Tkona. Početkom listopada 1961. godine završili su s obnovom samostana, te su preselili u njega.
U samostanu je proveo više od 50 godina. Kao brat oblat bio je zadužen za razne službe. Bio je vratar, vrtlar, gostitelj i poslužitelj u bogoslužju. Isticao se svojom jednostavnošću, skromnošću i pobožnošću.
Umro je 20. ožujka 2001. godine u benediktinskom samostanu sv. Kuzme i Damjana na Ćokovcu. Tamo je i pokopan dan poslije.